# نادي الأقصى
نادي الأقصى الرياضي هو نادي رياضي فلسطيني من قطاع غزة يلعب في دوري قطاع غزة الدرجة الأولى بعد أن صعد من دوري قطاع غزة الدرجة الثانية في موسم 2018–2019.
يقع مقر النادي في المنطقة الغربية من مخيم النصيرات في محافظة الوسطى.
شارك أكثر من مرة في بطولة كأس العرب للأندية الأبطال.

## المشاركات الإقليمية
- كأس العرب للأندية الأبطال
  - 2002 : انسحب
  - 2003 : الدور التمهيدي
  - 2004 : الدور التمهيدي
  - 2005 : الدور التمهيدي

## الإنجازات
- دوري قطاع غزة الدرجة الثانية
  -  2018–19